# Эно, Эйонг
Эйо́нг Эно́ (фр. Eyong Enoh; родился 23 марта 1986 года, Кумба) — камерунский футболист, игравший на позиции полузащитника. Выступал за национальную сборную Камеруна.

## Клубная карьера
Эйонг Эно начал свою футбольную карьеру в 2002 году в молодёжном клубе «Тико Янгстарс», затем, с 2003 по 2004 год Эйонг выступал за клуб «Маунт Камерун» из города Буэа. В 2004 году Эно перешёл в клуб «Магуса Тюрк Гюджю» из Северного Кипра. В чемпионате Северного Кипра сезона 2004/05 Эно провёл 36 матчей и забил 1 мяч.
В 2006 году 20-летний Эно подписал контракт с южноафриканским «Аяксом» из Кейптауна. В своём первом сезоне Эно провёл 9 матчей в чемпионате ЮАР. В сезоне 2007/08 Эйонг постоянно попадал в основной состав, проведя 31 матч и забив 1 мяч в чемпионате ЮАР. Летом 2008 года он находился на просмотре в израильском клубе «Маккаби» из Хайфы, но до подписания контракта дело не дошло.
В сентябре 2008 года Эно перешёл в нидерландский «Аякс» из Амстердама, подписав с клубом контракт на два года, с возможность продлить контракт ещё на два года. Дебютировал Эно за «Аякс» в чемпионате Нидерландов 21 сентября 2008 года в матче против «Фейеноорда», Эйонг вышел на замену на 75-й минуте вместо Джеффри Сарпонга, матч завершился вничью 2:2. Свой первый мяч за «Аякс» Эно забил 18 марта 2009 года в матче 1/8 финала Кубка УЕФА сезона 2008/09 против французского «Олимпика» из Марселя, Эйонг забил на 33-й минуте матча, который в итоге завершился вничью со счётом 2:2.
В последний день зимнего трансферного окна 2013 года Эно был арендован английским «Фулхэмом». В январе 2014 года Эйонг был арендован на шесть месяцев турецким клубом «Антальяспор».

## Достижения
«Аякс»
- Чемпион Нидерландов (2): 2010/11, 2011/12
- Вице-чемпион Нидерландов: 2009/10
- Обладатель Кубка Нидерландов: 2009/10

## Статистика выступлений
| Клуб             | Сезон   | Чемпионат Нидерландов | Чемпионат Нидерландов | Кубок Нидерландов | Кубок Нидерландов | Суперкубок Нидерландов | Суперкубок Нидерландов | Европейские кубки | Европейские кубки | Итого | Итого |
| Клуб             | Сезон   | Игры                  | Голы                  | Игры              | Голы              | Игры                   | Голы                   | Игры              | Голы              | Игры  | Голы  |
| ---------------- | ------- | --------------------- | --------------------- | ----------------- | ----------------- | ---------------------- | ---------------------- | ----------------- | ----------------- | ----- | ----- |
| Аякс             | 2008/09 | 19                    | 1                     | 1                 | 0                 |                        |                        | 5                 | 1                 | 25    | 2     |
| Аякс             | 2009/10 | 27                    | 1                     | 5                 | 0                 |                        |                        | 9                 | 0                 | 41    | 1     |
| Аякс             | 2010/11 | 27                    | 1                     | 4                 | 0                 | 1                      | 0                      | 13                | 0                 | 45    | 1     |
| Аякс             | 2011/12 | 22                    | 0                     | 2                 | 0                 | 0                      | 0                      | 5                 | 0                 | 29    | 0     |
| Аякс             | 2012/13 | 0                     | 0                     | 0                 | 0                 | 0                      | 0                      | 0                 | 0                 | 0     | 0     |
| Аякс             | Итого   | 95                    | 3                     | 12                | 0                 | 1                      | 0                      | 32                | 1                 | 140   | 4     |
| Всего за карьеру |         |                       |                       |                   |                   |                        |                        |                   |                   |       |       |

(откорректировано по состоянию на 25 августа 2012 года)